# Heinz-von-Heiden-Arena
Pour les articles homonymes, voir AWD.
La Heinz-von-Heiden-Arena (auparavant AWD-Arena et HDI-Arena, plus connu en Allemagne sous le nom de Niedersachsenstadion) est un stade de football situé à Hanovre dans le Land de Basse-Saxe en Allemagne.
Construit pour le Hanovre 96, résident actuel du championnat d'Allemagne de deuxième division, le club y dispute ses matchs à domicile depuis 1959. Le stade a une capacité de 49 000 places, dont 41 000 places assises et 8 000 debout, et dispose de 29 suites de luxe et 1 241 sièges de club.
Le stade est actuellement nommé Heinz-von-Heiden-Arena depuis 2022 après un contrat de naming d'une durée de 5 ans avec l'entreprise de construction locale Heinz von Heiden (de). D'autres partenariats du même type ont eu lieu par le passé, avec les entreprises AWD entre 2002 et 2013 et HDI (de) de 2013 à 2022.

## Histoire
Le Niedersachsenstadion (Fr : Stade de Basse-Saxe) est inauguré le 26 septembre 1954 devant 35 000 spectateurs. Le 16 octobre, l'Allemagne perd son premier match dans le nouveau stade contre la France (1 à 3).
Il accueille plusieurs rencontres de la coupe du monde 1974 puis est reconfiguré par le cabinet Schulitz+Partner à partir de 2003 en vue de la coupe du monde 2006. L'arena (arène multifonctions) devient alors un stade uniquement consacré au football, inauguré le 23 janvier 2005 et rebaptisé AWD-Arena. Sa capacité est de 49 000 spectateurs lors des rencontres de Bundesliga, mais le nombre de places assises s'élève seulement à 41 000 environ. Pour les matchs internationaux, la capacité s’élève à 45 000 places toutes assises, grâce à des sièges rétractables.
Un nouveau système d'éclairage est intégré à la couverture, celle-ci est composée d'un segment opaque et de feuilles translucides d'éthylène-tétrafluoroéthylène (ETFE), soutenues par une structure métallique. L'aire de jeu est protégée du gel et des intempéries par des systèmes de chauffage et de drainage.
Durant la coupe du monde 2006, le stade portait le nom officiel de « FIFA-WM-Stadion Hannover » (en français : "Stade de la Coupe du monde - Hanovre").

## Événements
- Coupe du monde de football de 1974
- Championnat d'Europe de football 1988
- Supercoupe d'Allemagne de football, 1991 et 1992
- Coupe des confédérations 2005
- Coupe du monde de football de 2006
- Phase finale du FIRA European Sevens 2008, 12 au 13 juillet 2008

### Coupe du monde de football de 1974
La HDI-Arena a accueilli des rencontres de la Coupe du monde de football de 1974.
| Date         | Heure (HNEC) | Équipe #1 | Score | Équipe #2          | Tour               | Spectateurs |
| ------------ | ------------ | --------- | ----- | ------------------ | ------------------ | ----------- |
| 15 juin 1974 | 16:00        | Uruguay   | 0-2   | Pays-Bas           | 1er tour, Groupe C | 53,000      |
| 19 juin 1974 | 19:30        | Uruguay   | 1-1   | Bulgarie           | 1er tour, Groupe C | 12,000      |
| 26 juin 1974 | 19:30        | Brésil    | 1-0   | Allemagne de l'Est | 2nd tour, Groupe 1 | 58,463      |
| 30 juin 1974 | 16:00        | Argentine | 1-2   | Brésil             | 2nd tour, Groupe 2 | 38,000      |

## Galerie

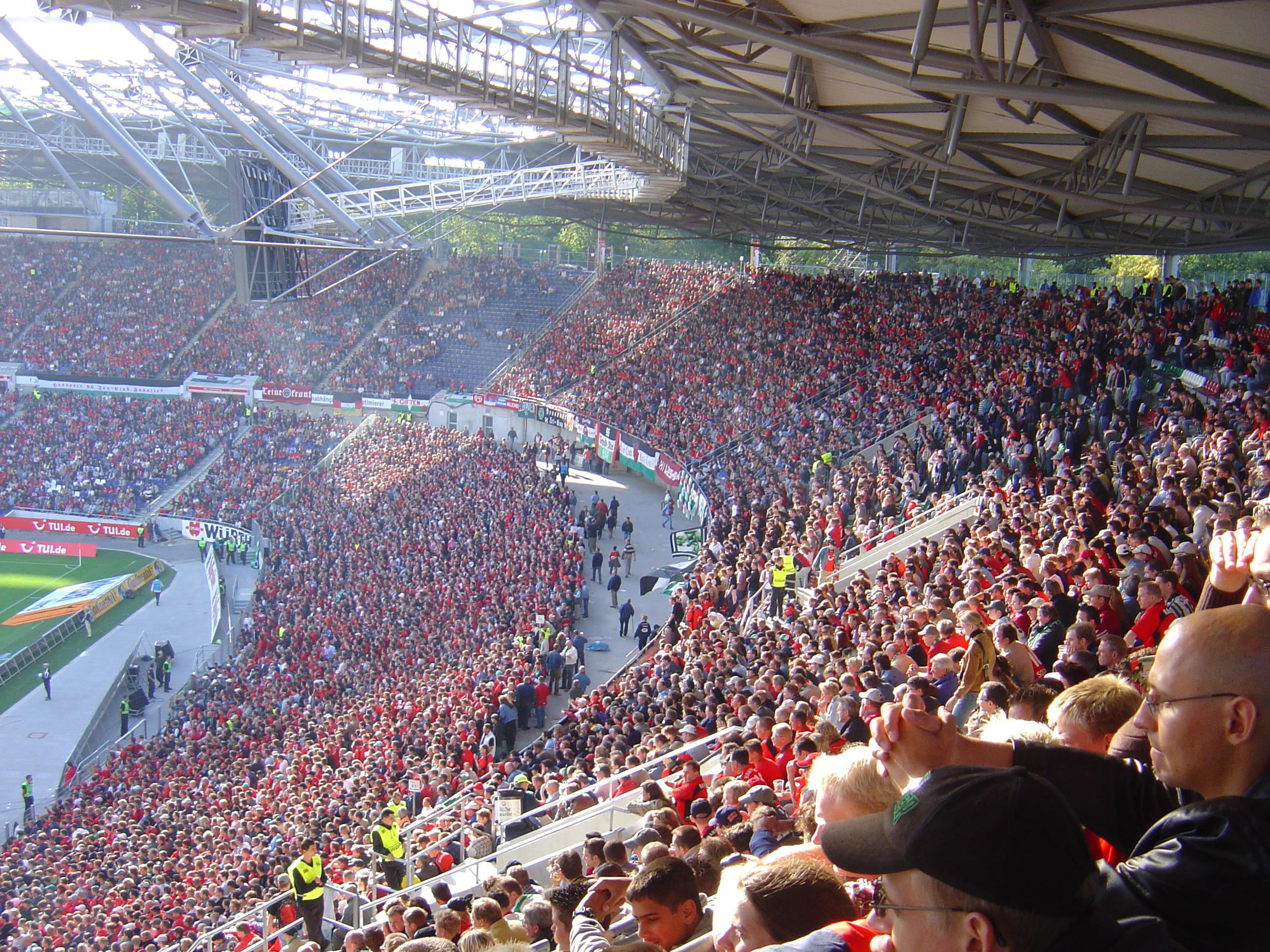
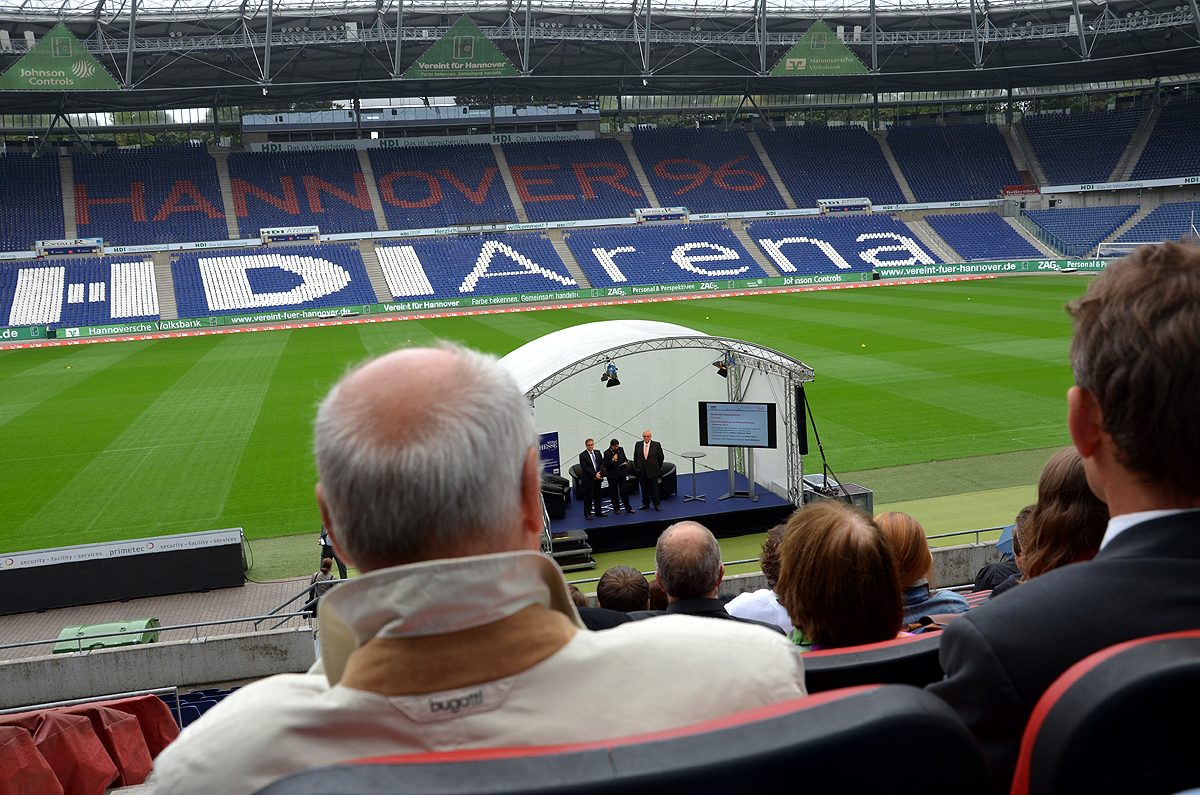
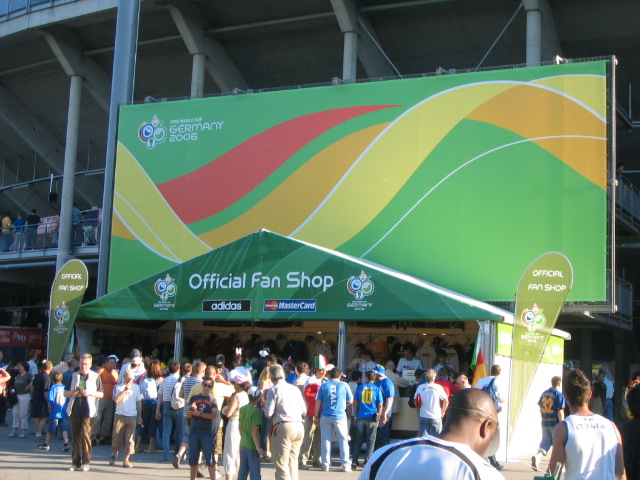
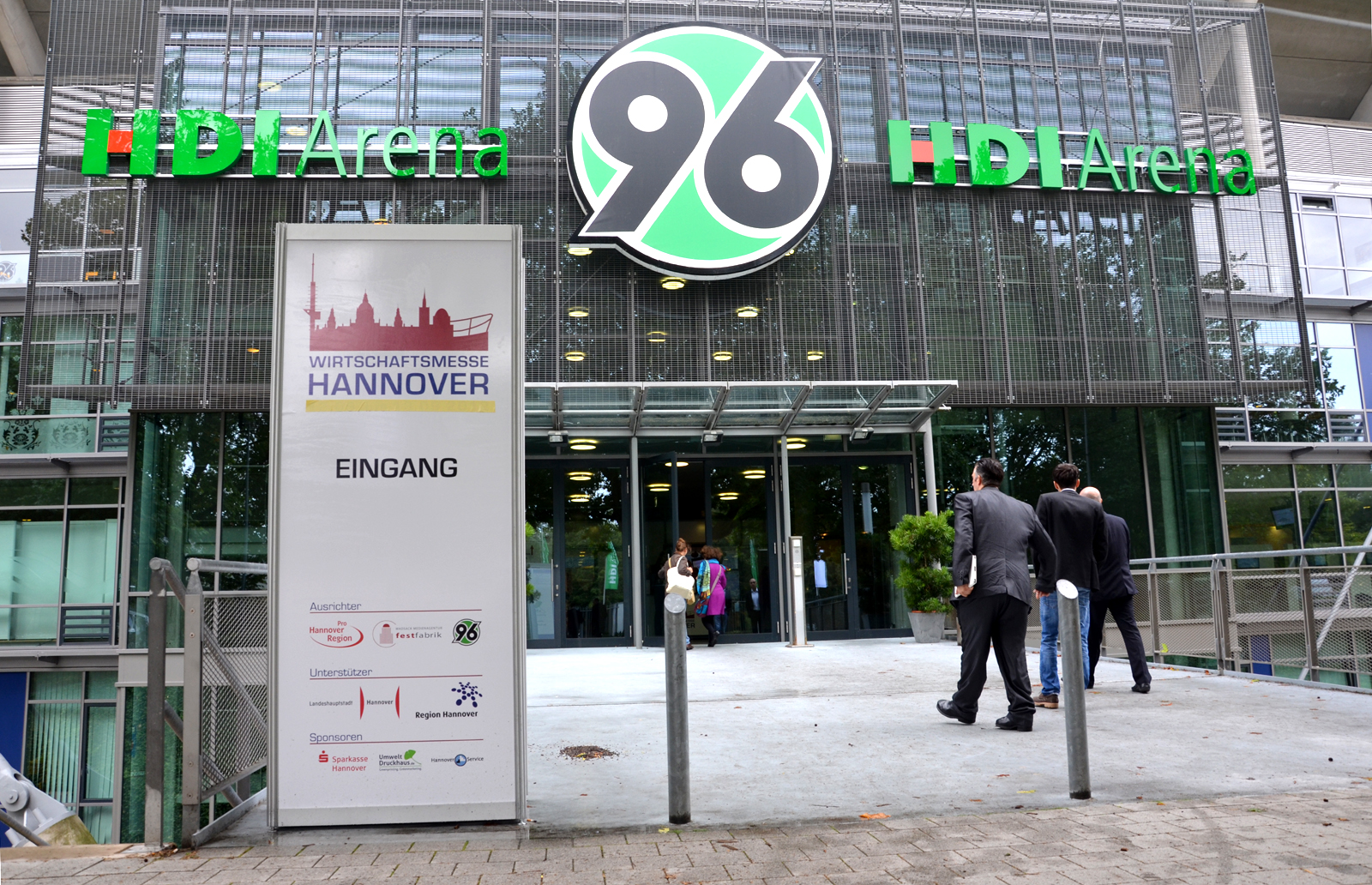

### Championnat d'Europe de football 1988
La HDI-Arena a accueilli des rencontres du Championnat d'Europe de football 1988.
| Date         | Heure (HNEC) | Équipe #1 | Score | Équipe #2        | Tour     | Spectateurs |
| ------------ | ------------ | --------- | ----- | ---------------- | -------- | ----------- |
| 11 juin 1988 | 15:30        | Danemark  | 2-3   | Espagne          | Groupe A | 60,366      |
| 15 juin 1988 | 20:15        | Irlande   | 1-1   | Union soviétique | Groupe B | 38,308      |

### Coupe du monde de football de 2006
La HDI-Arena a accueilli des rencontres de la Coupe du monde de football de 2006.
| Date         | Heure (HNEC) | Équipe #1  | Score | Équipe #2    | Tour                | Spectateurs |
| ------------ | ------------ | ---------- | ----- | ------------ | ------------------- | ----------- |
| 11 juin 2006 | 21:00        | Italie     | 2-0   | Ghana        | Groupe E            | 43,000      |
| 16 juin 2006 | 21:00        | Mexique    | 0-0   | Angola       | Groupe D            | 43,000      |
| 20 juin 2006 | 16:00        | Costa Rica | 1-2   | Pologne      | Groupe A            | 43,000      |
| 23 juin 2006 | 21:00        | Suisse     | 2-0   | Corée du Sud | Groupe G            | 43,000      |
| 27 juin 2006 | 21:00        | Espagne    | 1-3   | France       | Huitièmes de finale | 43,000      |